# Савезне Државе Микронезије на Летњим олимпијским играма 2000.
Микронезији је први пут учесвовала на Олимпијским играма 2000. у Сиднеју Аустралија.
Микронезија је учествовала са 5 такмичара (3 мушкарца и 2 жене) у 3 појединачна спорта. 
Заставу Микронезије на свечаном отварању Летњих олимпијских игара 2000. носило је Manuel Minginfel који се такмичио у дизању тегова. 
Екипа Микронезије није освојила ниједну медаљу.

### Атлетика

#### Мушкарци
| Атлетичар       | Дисциплина | Група    | Група | Четвртфинале | Четвртфинале | Полуфинале | Полуфинале | Финале   | Финале | Детаљи | Детаљи |
| Атлетичар       | Дисциплина | Резултат | Место | Резултат     | Место        | Резултат   | Место      | Резултат | Место  |        |        |
| --------------- | ---------- | -------- | ----- | ------------ | ------------ | ---------- | ---------- | -------- | ------ | ------ | ------ |
| Елијас Родригез | Маратон    |          |       |              |              |            |            | 3:04:14  | 81/100 |        |        |

#### Жене
| Атлетичарка    | Дисциплина | Група    | Група   | Четвртфинале      | Четвртфинале      | Полуфинале        | Полуфинале        | Финале            | Финале            | Детаљи |
| Атлетичарка    | Дисциплина | Резултат | Место   | Резултат          | Место             | Резултат          | Место             | Резултат          | Место             | Детаљи |
| -------------- | ---------- | -------- | ------- | ----------------- | ----------------- | ----------------- | ----------------- | ----------------- | ----------------- | ------ |
| Regina Shotaro | 100 м      | 13,69    | 113/116 | Није се пласирала | Није се пласирала | Није се пласирала | Није се пласирала | Није се пласирала | Није се пласирала |        |

### Мушкарци
| Такмичар         | Дисциплина | Трзај        | Трзај        | Избачај      | Избачај      | Укупно       | Пласман      | Детаљи |
| Такмичар         | Дисциплина | Резултат     | Пласман      | Резултат     | Пласман      | Укупно       | Пласман      | Детаљи |
| ---------------- | ---------- | ------------ | ------------ | ------------ | ------------ | ------------ | ------------ | ------ |
| Manuel Minginfel | -56 кг     | Није завршио | Није завршио | Није завршио | Није завршио | Није завршио | Није завршио |        |

### Пливање

#### Мушкарци
| Пливач         | Дисциплина  | Група   | Група   | Полуфинале       | Полуфинале       | Финале           | Финале           | Детаљи         |
| Пливач         | Дисциплина  | Време   | Пласман | Време            | Пласман          | Време            | Пласман          | Детаљи         |
| -------------- | ----------- | ------- | ------- | ---------------- | ---------------- | ---------------- | ---------------- | -------------- |
| Welbert Samuel | 100 м леђно | 1:12,28 | 55/55   | Није се пласирао | Није се пласирао | Није се пласирао | Није се пласирао | [ мртва веза ] |

#### Жене
| Пливачица       | Дисциплина   | Група   | Група   | Полуфинале        | Полуфинале        | Финале            | Финале            | Детаљи         |
| Пливачица       | Дисциплина   | Време   | Пласман | Време             | Пласман           | Време             | Пласман           | Детаљи         |
| --------------- | ------------ | ------- | ------- | ----------------- | ----------------- | ----------------- | ----------------- | -------------- |
| Tracy Ann Route | 100 м делфин | 1:13,53 | 49/49   | Није се пласирала | Није се пласирала | Није се пласирала | Није се пласирала | [ мртва веза ] |